# Jezioro Czarne (powiat szczycieński)
Jezioro Czarne (Czarny Piec, Jezioro Czarne k. Czarnego Pieca) – jezioro w Polsce, w województwie warmińsko-mazurskim, w powiecie szczycieńskim, w gminie Jedwabno.

## Dane
- Powierzchnia: 50,8 ha
- Maksymalna głębokość: 11,2 m
- Średnia głębokość: 3,6 m
- Typ: linowo-szczupakowy
- Jezioro otwarte poprzez cieki:
  - na południu wypływa rzeka Czarna, która wpływa do Omulwi
  - na północy wpływa rów z jeziora Łabuny Małe

## Grupa jezior
Jest to jedno z jezior usytuowanych na zachodniej granicy powiatu, w dwóch równoległych rynnach, ciągnących się z północy na południe. W jednej z nich jest jezioro Dłużek, w drugiej jeziora Łabuny Wielkie, Łabuny Małe, Czarne, Przyjamy, Kwiatkowo i Kociołek. z wyjątkiem małych leśnych oczek, wszystkie jeziora są odpływowe i znajdują się w zlewni rzeki Czarnej, która jest dopływem Omulwi. Na południu tej grupy przebiega droga krajowa nr 58, która m.in. łączy Szczytno i Nidzicę, natomiast wzdłuż jezior, z południa na północ ciągną się drogi gruntowe. Wszystkie jeziora położone są w lesie.

## Opis jeziora
Jezioro owalne ułożone na osi wschód – zachód z zatoką wydłużoną na północ. Wypływający z jeziora potok ma dwa oddzielne ujścia, które dopiero po 200 m łączą się w jedno koryto, nazywane już Czarną lub Czarną Rzeką. Brzegi są wysokie i strome, pokryte lasem, jedynie na płaskim zachodnim brzegu leżą podmokłe łąki, a dalej wieś Czarny Piec. Akwen posiada kilka dzikich plaż, jednakże w upalne tygodnie woda "zakwita" i nie nadaje się do kąpieli.
Dojazd ze Szczytna drogą krajową nr 58 w stronę Nidzicy, następnie po 1 km od wsi Dłużek zgodnie z drogowskazem w drogę utwardzoną w prawo do wsi Czarny Piec. Miejscowość przylega do jeziora od zachodu.